# عبد الهادي خلف (لاعب كرة قدم سوري)
عبد الهادي خلف لاعب كرة قدم سوري من مواليد حمص، يلعب مع المجد.